# Julanne Johnston
Julanne Johnston (Indianapolis, 1º maggio 1900 – Grosse Pointe, 26 dicembre 1988) è stata un'attrice statunitense.
Fu una meteora nel panorama del divismo hollywoodiano: da protagonista in film importanti, passò in breve a piccole parti e a ruoli di figurante per il resto della sua carriera che finì nel 1934 dopo aver partecipato a quarantatre film.

## Biografia
Nel 1923, interpretò la parte della principessa ne Il ladro di Bagdad, il kolossal che aveva come protagonista Douglas Fairbanks. Il film fu girato dal luglio all'ottobre 1923, ma uscì in prima a New York solo l'anno dopo, il 18 marzo 1924. Quell'anno, insieme ad altre 12 giovani attrici tra cui vi era anche Clara Bow, vinse il concorso WAMPAS Baby Stars, una campagna pubblicitaria promossa negli Stati Uniti dalla Western Association of Motion Picture Advertisers che segnalava, ogni anno, le più promettenti attrici cinematografiche. 
In novembre, Julanne Johnston era, insieme a una serie di altre celebrità, tra gli ospiti del panfilo Oneida, appartenente al magnate dell'editoria William Randolph Hearst per partecipare ai festeggiamenti per il compleanno di Thomas H. Ince. La morte di Ince, uno dei più potenti registi e produttori di Hollywood, avvenuta a bordo dello yacht, provocò uno degli scandali più misteriosi della storia del cinema. Ci furono molte versioni discordanti, ufficiali e ufficiose, con i testimoni che negarono perfino la presenza di Ince a bordo.

## Riconoscimenti
- WAMPAS Baby Stars 1924

## Filmografia
La filmografia è completa.
- Youth, regia di Romaine Fielding (1917)
- Tempi migliori (Better Times), regia di King Vidor (1919)
- Seeing It Through, regia di Claude Mitchell (1920)
- Miss Hobbs, regia di Donald Crisp (1920)
- Fickle Women, regia di Fred J. Butler e Hugh McClung (1920)
- Il giovane Rajah (The Young Rajah), regia di Phil Rosen (1922)
- The Brass Bottle, regia di Maurice Tourneur (1923)
- Madness of Youth, regia di Jerome Storm (1923)
- Tea: With a Kick!, regia di Erle C. Kenton (1923)
- Il ladro di Bagdad (The Thief of Bagdad), regia di Raoul Walsh (1924)
- Il peccato della puritana (The Prude's Fall), regia di Graham Cutts (1924)
- Garragan, regia di Ludwig Wolff (1924)
- Die Stadt der Versuchung, regia di Walter Niebuhr (1925)
- Big Pal, regia di John G. Adolfi (1925)
- La grande parata (The Big Parade), regia di King Vidor (1925)
- Pleasures of the Rich, regia di Louis J. Gasnier (1926)
- The Vision, regia di Arthur Maude (1926)
- La danzatrice dei tropici (Aloma of the South Seas), regia di Maurice Tourneur (1926)
- Dame Chance, regia di Bertram Bracken (1926)
- Twinkletoes, regia di Charles Brabin (1926)
- Venus of Venice, regia di Marshall Neilan (1927)
- Die selige Exzellenz, regia di Adolf E. Licho e Wilhelm Thiele (1927)
- Good Time Charley, regia di Michael Curtiz (1927)
- Her Wild Oat, regia di Marshall Neilan (1927)
- The Whip Woman, regia di Joseph C. Boyle (1928)
- Name the Woman, regia di Erle C. Kenton (1928)
- The Olympic Hero, regia di Roy William Neill (1928)
- Oh, Kay!, regia di Mervyn LeRoy (1928)
- L'albergo delle sorprese (Synthetic Sin), regia di William A. Seiter (1929)
- La nuova generazione (The Younger Generation), regia di Frank Capra (1929)
- Prisoners, regia di William A. Seiter (1929)
- Smiling Irish Eyes, regia di William A. Seiter (1929)
- Rivista delle nazioni (The Show of Shows), regia di John G. Adolfi (1929)
- Il generale Crack (General Crack), regia di Alan Crosland (1929)
- Strictly Modern, regia di William A. Seiter (1930)
- Golden Dawn, regia di Ray Enright (1930)
- Madame Satan (Madam Satan), regia di Cecil B. DeMille (1930)
- Stepping Sisters, regia di Seymour Felix (1932)
- Midnight Club, regia di Alexander Hall e George Somnes (1933)
- La gloria del mattino (Morning Glory), regia di Lowell Sherman (1933)
- Bolero, regia di Wesley Ruggles e (non accreditato) Mitchell Leisen (1934)
- L'imperatrice Caterina (The Scarlet Empress), regia di Josef von Sternberg (1934)
- Cleopatra, regia di Cecil B. De Mille (1934)

### Film o documentari dove appare Julanne Johnston
- Captured on Film: The True Story of Marion Davies documentario tv, regia di Hugh Munro Neely (2001)